# 陳美貞
陳美貞（1962年8月15日—）為台灣女性配音員、廣播電台節目主持人、聲音導演、大學教授。

## 经历与人物
- 生于台湾台北市，毕业于世新大学广电科，担任过台湾中央廣播电台主持人、導播、編撰。
- 受專校時期王教官影响引領入界，課餘之際曾進入教官開設的錄音室開始參與作品。教官妻子正是已故知名配音员武莉，後來拜師於她加入声优行列。
- 2016年6月19日受洗信仰基督教[3]。
- 父亲叫陈醒初。與石姓男子結婚，有两个女兒、两个外孙女一個外孫子，其中一个女兒叫石家俐。
- 有台湾媒体称其为「声优界的林志玲」。
- 有台湾哆啦A梦粉丝认为她对《哆啦A梦》有非常大、深入人心的贡献。
- 在为韩剧《妻子的诱惑》配演女主小姑郑河娜时，使用了为哆啦A梦配音时相同的声线而引起騷動，亦有人对此表示不满。
- 实际并不懂闽南语，早年配闽南语时标了注音符号，结果配成了四不像。
- 由于为银行提款机语音系统录过音，所以在取钱时曾经觉得很奇怪，最后才意识到是使用了自己的声音。
- 剛開始看到哆啦A梦公仔时会产生害怕的心理，因为会觉得又要工作了。
- 近年来很少为除哆啦A梦外的其他动画角色配音。
- 是首个参与中国大陆院线公映的外国动画电影配音工作的台湾专业配音演员。
- 曾在2018年9月3日參加知名哆啦A梦主題餐廳——好哆福舉辦的哆啦A夢生日，並擔任主講人，講述自身與哆啦A夢配音之路。
- 目前也擔任陳美貞工作室創辦人兼任聲音導演、青島哆啦夢工場影視傳媒有限公司藝術總監、藍胖子聲優偶像培養計劃創始人兼首席講師、泰國曼谷北部大學中文國際學院客座教授、中國大陸燕京理工學院傳媒學院特聘教授。

## 配音作品
- 主要角色名稱以粗體顯示。
- 以下皆為國語配音。

### 台灣動畫
- 《阿法貝樂園》：奇奇、G、Q(中視)

### 台灣戲劇
- 《新白娘子传奇》：青兒[4]、观音菩萨 、李碧莲
- 《香帅传奇》：上官无极
- 《大红灯笼高高挂》：陈忆惠
- 《再世情緣》：喜春
- 《绝代双骄》：慕容九、怜星
- 《梁山伯与祝英台》：银心、祝夫人
- 《天地传说之宝莲灯》：飘飘、王母
- 《杨门女将》：柴郡主、翩翩
- 《新楚留香》：史凤凰
- 《世间路》：江秋云、方母
- 《偷龍轉鳳》：太后（傅艺伟饰）
- 《台灣龍捲風》：劉春嬌、方佳怡、劉玉英、陸天敏

### 台灣電影
- 《軍中樂園》：金門馬山觀測所播音員

### 日本動畫
- 《小叮噹》：小叮噹※台視、華視版本後期，野比大雄※不明電視台版本
- 《哆啦A夢》：哆啦A夢、小夫的媽媽、靜香的媽媽、大雄的奶奶、田中安雄（暫代）、春夫（部份集數）、香香
- 《新哆啦A夢》：哆啦A夢、小夫的媽媽
- 《城市風雲兒》：雷莉亞、香姬公主、記者阿西
- 《Hunter × Hunter》：婆婆（暫稱）
- 《忍者哈特利》：哈特利甘藏
- 《凱蒂貓》：Kitty※前期
- 《長腿叔叔》：莎莉·麥克布萊德
- 《GS美神》：美神令子
- 《鬥球兒彈平》：一擊彈平
- 《美少女戰士》（華視版本）：水野亞美※ep.5至第一季中期，露娜、火野麗、月野進吾、月野育子、櫻田春菜※ep.5至第一季結束，海野栗雄※第一季後期
- 《歡樂的楊柳鎮》：阿友
- 《Hello Kitty》：Kitty（ep.11）
- 《三國志》：貂蟬、劉備的母親、香蘭（幼年）※橫山光輝版本
- 《十二生肖 爆烈戰士》（中視版本）：詩芙蒂、烏力
- 《櫻桃小丸子》：樱杏子、花輪和彥、美環花子※第一期第67集暫代
- 《白雪公主傳說（英语：The Legend of Snow White）》：旁白
- 《咕嚕咕嚕魔法陣》第1作（八大綜合台版本）：仁傑/尼克

### 歐美動畫
- 《搗蛋三傻》：梅肯可（第二季）、羅夫
- 《拼命郎約翰尼》：約翰尼之母
- 《機械戰士REX》：殺無赦
- 《海綿寶寶》：正經八百小姐、片尾旁白(99話B)

### 日劇
- 《夢想飛行Good Luck》：緒川步實
- 《小廚娘大廚房》：美子、節子
- 《神啊！請多給我一點時間》：叶野彌榮子
- 《愛情一本》：阿姨
- 《鈴蘭》：里子、雪子、媽媽桑、旁白
- 《白色巨塔》：里見三知代、東教授夫人、林田加奈子、財前杏子
- 《糸子的洋裝店》：小原千代、小原優子※東森戲劇台版本
- 《小梅醫生》：園田江美※東森戲劇台版本

### 韓劇
- 《六個孩子》：朴真實、崔恩實、高九明(地瓜)、楊崑山、李良澤、外婆、咪咪的媽媽、金醫師的堂姊、金醫師的太太、真喜※中視版本
- 《家有七公主》：羅雪七
- 《歡樂時光》：徐燦珠
- 《青青草原》：車泰希、車泰陽、羅正蘭
- 《小島老師》：張母
- 《第二次求婚》：高明玉
- 《情書》：林璟恩、修女
- 《昨日》：尹母
- 《麻雀變鳳凰》：金靜喜、徐母
- 《現正戀愛中》：尹母、江佳琪
- 《我們真的愛過嗎》：李馨瑛、貞淑※第一集
- 《愛上女主播》：劉永希、金母
- 《明成皇后》：李尚宮
- 《豪傑春香》：洪彩琳、李夢龍母親
- 《律師事務所》：吳秘書、美蘭
- 《窈窕淑女》：申永皓母親、賢柱妻、靜希
- 《達子的春天》：魏善珠
- 《大長今》：朴明伊、慈順大妃、崔成今、尹令路、銀菲、非先
- 《朱蒙》：元后、芙蓉、神女天琅、神女邵令
- 《向日葵》：崔夏卿
- 《四姊妹》：鄭慧貞
- 《2002年的愛戀～無言的結局》：向皓母
- 《再見我的愛》：喜婷
- 《我愛熊》：趙昌希、韓母
- 《我叫金三順》：仁慧、玄母、二英
- 《黃真伊》：梅香、玄琴
- 《白雪公主》：美奈子、鄭茱莉
- 《伊甸園之東》：柳美愛
- 《妻子的誘惑》：申艾莉、鄭河娜、尹美子
- 《燦爛的遺產》：吳詠蘭、李惠莉
- 《愛你千萬次》：孫香淑、尹小月
- 《學習之神》：韓秀晶
- 《灰姑娘的姐姐》：宋江淑、具俊秀
- 《粉紅色口紅》：金美蘭
- 《個人取向》：金仁希
- 《不懂女人》：吳惟蘭
- 《麵包王金卓求》：徐仁淑
- 《最佳愛情》：文鎮盈、畢洲母
- 《媽媽的慾望／慾望人生》：趙福喜、朴順子
- 《我的愛在我身邊》：裴靜慈
- 《宮之料理對決》：成度熙
- 《妻子的男人》：尹書萊
- 《愛情調色盤》：卞曉娜、成愛芯
- 《俏皮機長》：韓多妍、楊末子、張敏雅、李珠麗、崔民淑
- 《真愛上錯身》：李世英、李靜慧
- 《仁粹大妃》：貞熹王后尹氏
- 《百年遺產》：楊春熙
- 《溫暖的一句話》：宋美京、尹善雅、英景
- 《超完美褓姆》：尹松花、語鎮母
- 《我們可以相愛嗎》：權智嫻
- 《布穀鳥之巢》：李華瑛、郭喜慈
- 《心情好的日子》：韓松靜
- 《為愛美麗》：羅恩秀、崔洪蘭、朴華順
- 《閃耀的愛情》：鄭順玉、許末淑、李太利
- 《龍八夷》：李彩英、加護病房護士長
- 《上流愛情》：張藝媛
- 《我的女兒琴四月》：申得藝、崔瑪莉、姜吉萊、劉權順
- 《拜託媽媽》：林珊玉、黃英善
- 《師任堂》： 徽音堂崔氏、南貴人、金貞熙
- 《最佳戀人》： 羅寶貝、具艾萱、白康美
- 《藍色海洋的傳說》：姜瑞希、沈清的好友、送餐員工、抗議的女性、新上岸的人魚
- 《華麗的反擊》：黃貴慈、玉彩玲
- 《月桂樹西裝店的紳士們》：金村大嬸、崔谷枝、閔孝珠、崔智妍、考試院的住戶、李延俊/延熙
- 《華政》：尚宮金介屎
- 《提皮箱的女人》：具智賢、崔女士、金宥利
- 《燦爛的守護神－鬼怪》：三神奶奶、池恩卓的班級導師、第23期陰間使者、三胞胎之一
- 《真假貴公子》：李珠熙、金秀福、申希珠
- 《守護者K2》：金東美
- 《甜蜜秋天》：裴菊熙、金乙年、尹善英
- 《微笑吧純南》：毛華蘭、崔福熙
- 《舉重妖精金福珠》：崔成恩
- 《沒有名字的女人》： 洪智媛、張愛露
- 《你太過分了》： 劉智娜、洪允熙
- 《記憶》： 徐英珠
- 《黃金光輝的人生》：楊美靜、盧明熙、崔書賢、李秀雅
- 《你是禮物》：殷英愛、千泰華、劉美蘭、福順伊
- 《金秘書為何那樣》：崔女士、金必南
- 《High Class》：安以燦

### 美劇
- 《恐龍帝國》第一季

### 香港電影
- 《妖怪都市》：林小婷（陳雅倫飾）
- 《千面天王》：Jacky(卓姿)（張曼玉飾）

### 日本動畫電影
- 《魔女宅急便》：琪琪※中視版本
- 《哆啦A夢》电影作品系列
  - 《大雄與動物行星》：哆啦A夢、吉波的母親
  - 《大雄的天方夜譚》：哆啦A夢、靜香的媽媽、小夫的媽媽
  - 《大雄與雲之王國》：哆啦A夢、帕兒帕兒
  - 《大雄在白金迷宮》：哆啦A夢
  - 《大雄與夢幻三劍士》：哆啦A夢
  - 《大雄的宇宙漂流記》：哆啦A夢
  - 《大雄的太陽王傳說》：哆啦A夢
  - 《大雄與翼之勇者》：哆啦A夢
  - 《大雄與機器人王國》：哆啦A夢
  - 《大雄與神奇的風之使者》：哆啦A夢
  - 《大雄的貓狗時空傳》：哆啦A夢
  - 《新·大雄的恐龍》：哆啦A夢、小夫的妈妈
  - 《大雄的新魔界大冒險》：哆啦A夢
  - 《大雄與綠之巨人傳》：哆啦A夢
  - 《新·大雄的宇宙開拓史》：哆啦A夢、胖虎的媽媽
  - 《大雄的人魚大海戰》：哆啦A夢
  - 《新·大雄與鐵人兵團》：哆啦A夢
  - 《大雄與奇跡之島》：哆啦A夢
  - 《大雄的秘密道具博物館》：哆啦A夢
  - 《新大雄的大魔境》：哆啦A夢
  - 《大雄的宇宙英雄記》：哆啦A夢
  - 《新·大雄的日本誕生》
    - 台灣又水版：哆啦A夢
    - 台灣木棉花版：哆啦A夢

  - 《大雄的南極冰天雪地大冒險》
    - 台灣蜜蜂版：哆啦A夢
    - 台灣木棉花版：哆啦A夢

  - 《大雄的金銀島》
    - 台灣蜜蜂版：哆啦A夢
    - 台灣木棉花版：哆啦A夢

  - 《大雄的月球探測記》
    - 台灣公映版：哆啦A夢
    - 中国大陆公映版：哆啦A夢

  - 《大雄的新恐龍》
    - 台灣公映版：哆啦A夢、春夫
    - 中国大陆公映版：哆啦A夢

  - 《STAND BY ME 哆啦A夢 2》
    - 台灣公映版：哆啦A夢、静香的妈妈
    - 中国大陆公映版：哆啦A夢
    - 台灣Netflix版：哆啦A夢

  - 《大雄的宇宙小戰爭 2021》：哆啦A夢、静香的妈妈
  - 《大雄与天空的理想乡》：哆啦A梦
  - 《大雄的地球交响乐》：哆啦A梦、安雄
  - 《大雄的繪畫世界物語》：哆啦A夢

### 歐美動畫電影
- 《木偶奇遇记》：兰姆维特（早年版本）
- 《仙履奇缘》：继母（早年版本）
- 《爱丽丝梦游仙境》：爱丽丝（早年版本）
- 《小飛俠》：溫蒂·茉伊拉·安琪拉·達令（早年版本）
- 《睡美人》：愛羅拉公主（早年版本）、那達生、瑪麗維拉
- 《落跑雞》：邦迪
- 《101忠狗》：庫伊拉
- 《天堂狗歷險記》：粉紅色天堂狗
- 《史瑞克2》：莉雅王后
- 《史瑞克三世》：莉雅王后
- 《史瑞克快樂4神仙》：莉雅王后
- 《食破天驚》：法蘭·拉伍
- 《馬達加斯加爆走企鵝》：女機器聲※兼本作聲音導演
- 《功夫熊貓2》：俏小龍※兼本作對白導演
- 《馴龍高手》
- 《鞋貓劍客》 ※兼本作對白導演
- 《飆風雷哥》
- 《捍衛聯盟》
- 《貓頭鷹守護神》
- 《皮巴弟先生與薛曼的時光冒險》：時光機
- 《古魯家族》
- 《渦輪方程式》
- 《怪獸大戰外星人》
- 《尖叫旅社》：毛怪
- 《衝浪季節》
- 《尋龍使者：拉雅》：薇拉娜

### 海外電影
- 《死亡筆記本》：夜神幸子
- 《哈利波特》：
  - 消失的密室：帕琵·龐芮夫人
  - 火盃的考驗：歐琳·美心夫人
  - 鳳凰會的密令：魔法部電梯廣播/瑪法達·霍克(信封聲音) ※領班
  - 混血王子的背叛：帕琵·龐芮夫人/旁白(混血王子內容說明/羅咪·凡的卡片) ※領班
  - 死神的聖物1：格蘭傑夫人/電梯廣播/瑪麗·伊莉莎白·卡特摩 ※領班
- 《聖誕急救隊》：佩吉阿姨
- 《聖誕急救隊2》：聖誕夫人

### 海外遊戲
- 《劍靈（Blade & Soul）》：韓米白、秦如花、秦景、蘇喜、劉洪濤、傅麗海、甄金、典秋香、王斐娜、張愛嬌
- 薑餅人王國 牡蠣餅乾

## 出版著作
| 年份   | 書名                           | 作者   | 出版社     | ISBN                |
| 2019年 | 《玩聲音，聲優30年的養成筆記》 | 陳美貞 | 麥浩斯出版 | ISBN 978-9864085255 |

## 外部連結
- 陳美貞的Facebook專頁 （繁體中文）
- 陳美貞的新浪微博 （繁體中文）